# Circulación hidrotermal

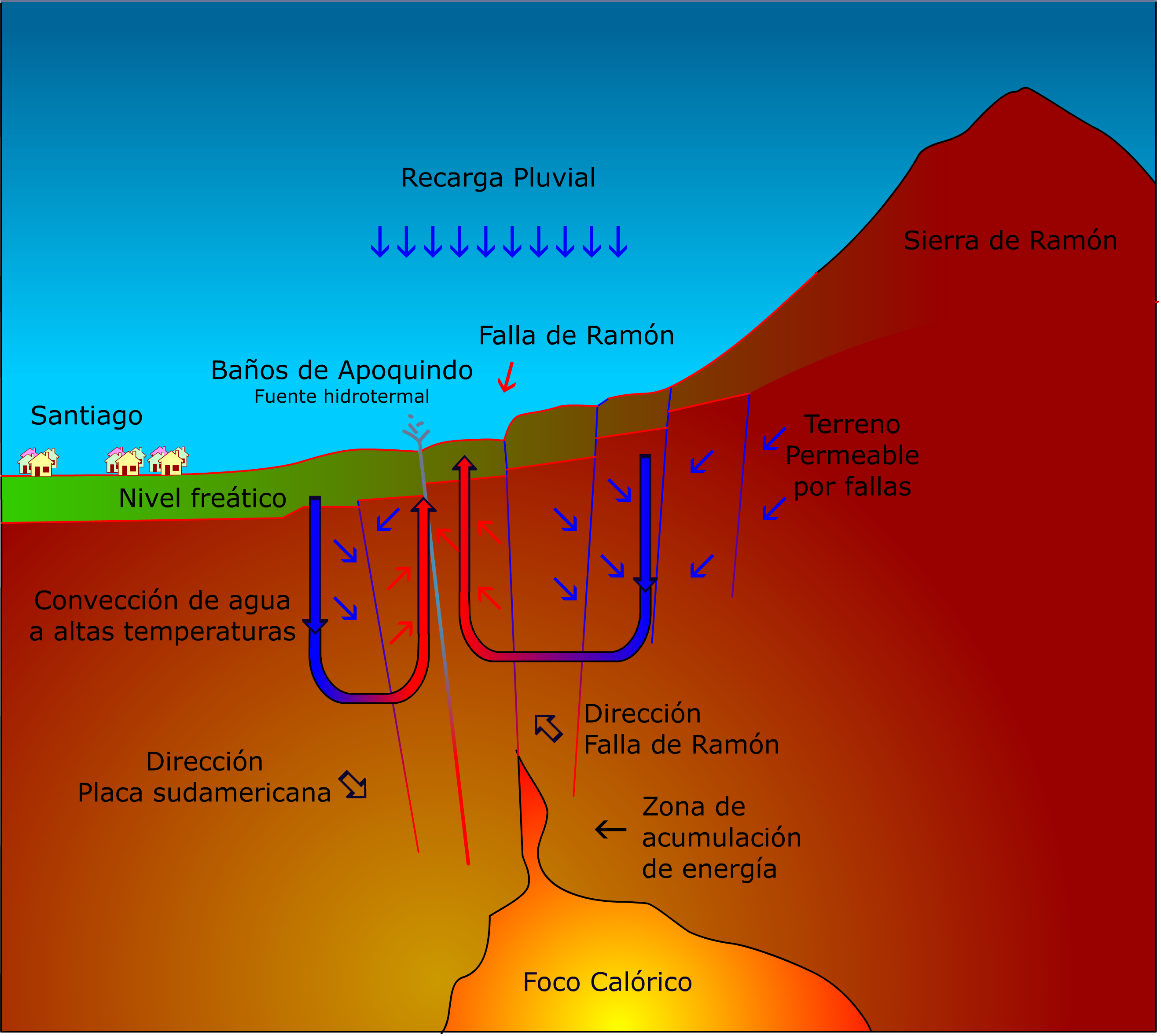
Conceptualización de la circulación hidrotermal en la falla de San Ramón, Santiago, Chile.

Diagrama de la circulación hidrotermal en una dorsal mediooceánica.

La circulación hidrotermal es un proceso geológico que refiere a la convección de agua en sus diversos estados (agua líquida, vapor, fluido supercrítico) a través de rocas y depósitos de sedimentos. La circulación hidrotermal es una de las principales maneras de interacción entre la tierra sólida y la hidrosfera y atmósfera.
La circulación hidrotermal ocurre con mayor frecuencia en las proximidades de fuentes de calor dentro de la corteza terrestre. En general, esto ocurre cerca de la actividad volcánica, pero puede ocurrir en la corteza profunda relacionada con la intrusión de granito, o como resultado de la orogenia o el metamorfismo.
Las venas hidrotermales corresponden a fracturas rellenadas tras la diferenciación del magma y la disminución progresiva de la temperatura de cristalización, durante la cual se producen varias etapas importantes, durante las cuales se forman asociaciones metalíferas características debido al gradiente de temperatura y presión: la fase pegmatita, que produce rocas con cristales muy grandes, las pegmatitas; la fase neumatolítica, caracterizada por su procesión de minerales raros; y finalmente la fase hidrotermal, que proporciona minerales de baja temperatura.

## Circulación hidrotermal del fondo marino
La circulación hidrotermal en los océanos es el paso del agua a través de los sistemas de crestas oceánicas.
El término incluye tanto la circulación de las conocidas aguas de venteo de alta temperatura cerca de las crestas de la cresta, como el flujo difuso de agua a temperaturas mucho más bajas a través de sedimentos y basaltos enterrados más allá de las crestas de la cresta. El primer tipo de circulación se denomina a veces "activo" y el segundo "pasivo". 
En ambos casos, el principio es el mismo: el agua de mar fría y densa se hunde en el basalto del fondo marino y se calienta en la profundidad, con lo cual se eleva de nuevo a la interfaz roca-océano debido a su menor densidad. La fuente de calor para los respiraderos activos es el basalto recién formado y, para los respiraderos de mayor temperatura, la cámara de magma subyacente. La fuente de calor para los respiraderos pasivos son los basaltos más antiguos que aún se están enfriando. 
Los estudios de flujo de calor del fondo marino sugieren que los basaltos dentro de la corteza oceánica tardan millones de años en enfriarse completamente mientras continúan apoyando los sistemas de circulación hidrotermal pasivos.
Los respiraderos hidrotermales son lugares en el fondo marino donde los fluidos hidrotermales se mezclan con el océano. Tal vez las formas de ventilación más conocidas son las chimeneas naturales denominadas fumadores negros.

## Circulación hidrotermal volcánica y magmática
La circulación hidrotermal no se limita a los ambientes de las crestas oceánicas. La fuente de agua para explosiones hidrotermales, géiseres y fuentes termales es agua subterránea calentada que convecta por debajo y al lado de la salida de agua caliente. Las celdas de convección hidrotermal circulante existen en cualquier lugar donde una fuente de calor anómala, como una intrusión de magma o un respiradero volcánico, entra en contacto con el sistema de aguas subterráneas.